# Котешти (Вранча)
Котешти (рум. Coteşti) насеље је у Румунији у округу Вранча у општини Котешти. Oпштина се налази на надморској висини од 246 m.

## Становништво
Према подацима из 2002. године у насељу је живело 4778 становника, од којих су сви румунске националности.

### Хронологија
| Година       | 1992 | 1993 | 1994 | 1995 | 1996 | 1997 | 1998 | 1999 | 2000 | 2001 | 2002 | 2003 | 2004 | 2005 | 2006 | 2007 | 2008 | 2009 | 2010 | 2011 | 2012 | 2013 | 2014 | 2015 | 2016 | 2017 |
| ------------ | ---- | ---- | ---- | ---- | ---- | ---- | ---- | ---- | ---- | ---- | ---- | ---- | ---- | ---- | ---- | ---- | ---- | ---- | ---- | ---- | ---- | ---- | ---- | ---- | ---- | ---- |
| Становништво | 4523 | 4496 | 4504 | 4447 | 4404 | 4383 | 4348 | 4400 | 4428 | 4440 | 4468 | 4508 | 4543 | 4626 | 4652 | 4724 | 4745 | 4766 | 4792 | 4842 | 4869 | 4846 | 4812 | 4827 | 4880 | 4900 |